# Der Orchideengarten

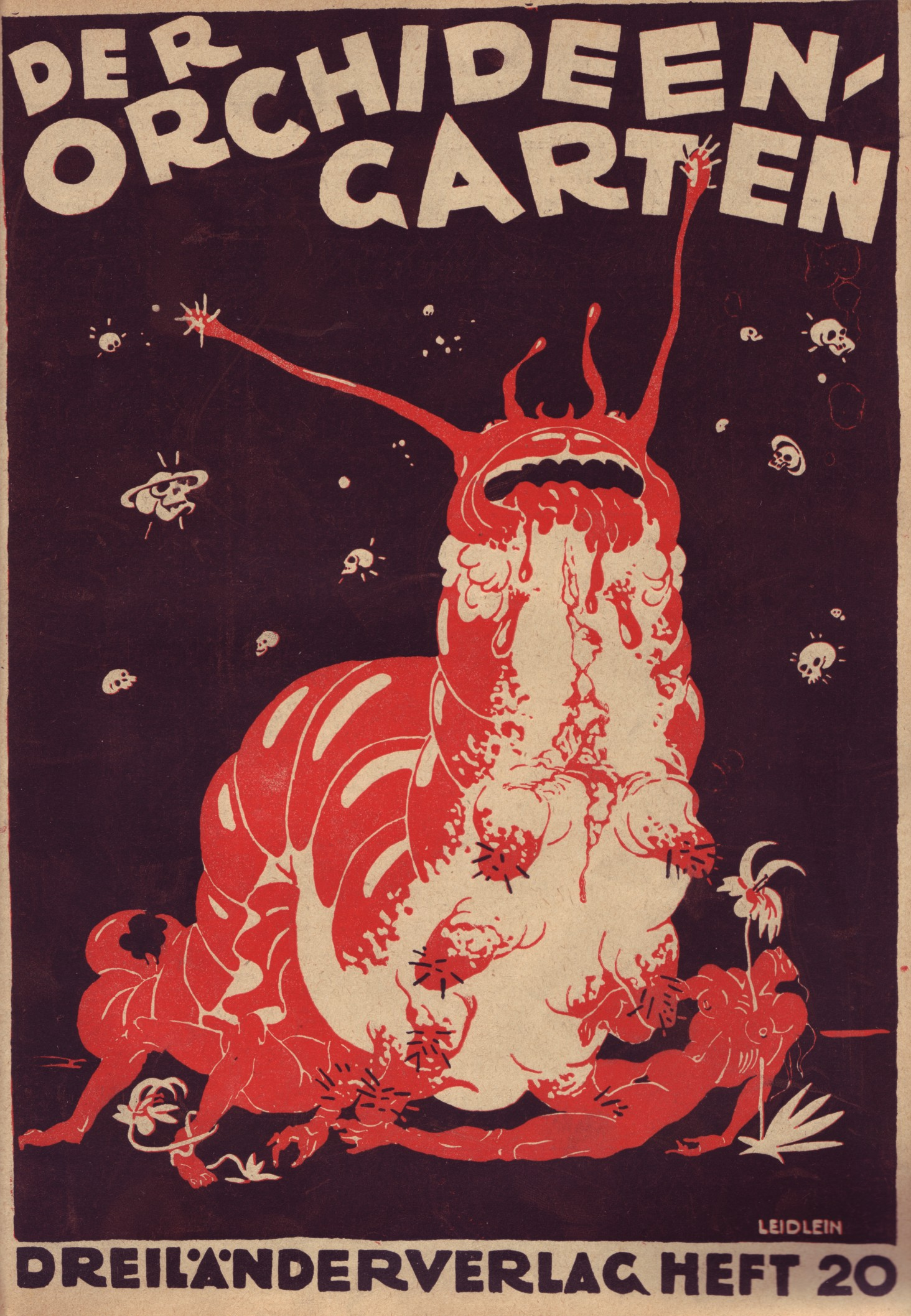
Titelseite von Heft 20 im Jahrgang 1920, Max Leidlein

Der Orchideengarten, Nebentitel Phantastische Blätter,  war eine deutschsprachige Zeitschrift, die sich der Phantastik und der Erotik in Literatur und bildender Kunst widmete. Sie erschien zwischen Januar 1919 und November 1921 im Dreiländerverlag in München, in 51 Heften und 54 Nummern, im ersten Jahrgang mit 17 Heften (die Ausgaben 16/17 war eine Doppelnummer), im zweiten mit 24 und im dritten mit 10 Heften (die Ausgaben 9/10 und 11/12 waren Doppelnummern). Ihr Herausgeber war der österreichische Schriftsteller Karl Hans Strobl, ihr Redakteur der österreichisch-deutsche Schriftsteller und Maler Alfons von Czibulka, der den Dreiländerverlag zusammen mit dem deutschen Verleger und Alpinschriftsteller Walter Schmidkunz am 1. Februar 1919 gegründet hatte.
Es wird der Standpunkt vertreten, dass Der Orchideengarten vor dem Pulp-Magazin Weird Tales, das im März 1923 erschien, das älteste Fantasy-Magazin der Welt sei.

## Geschichte
Bereits 1918 erschien eine Probenummer der Zeitschrift mit Textauszügen, darin wurde der Zweck der Publikation wie folgt umrissen:

„Heute, da es unleugbar deutlich wird, daß alles Leben phantastisch sich vollendet, bewegt sich alle Kunst auf einer geraden Linie dem absolut Phantastischen zu. Auf dem Wege, den sie seit ihren Uranfängen ging, denn alle Kunst ist phantastik, weil sie uferlos und unbegreiflich ist. Und unbegreiflich, uferlos und phantastisch ist eins. (…) Alle Phantastik, Groteske und künstlerische Moritat, Grauen, Spannung, Spuk und Abenteuer werden einander (…) im Orchideengarten ein verwunderliches Stelldichein geben.“

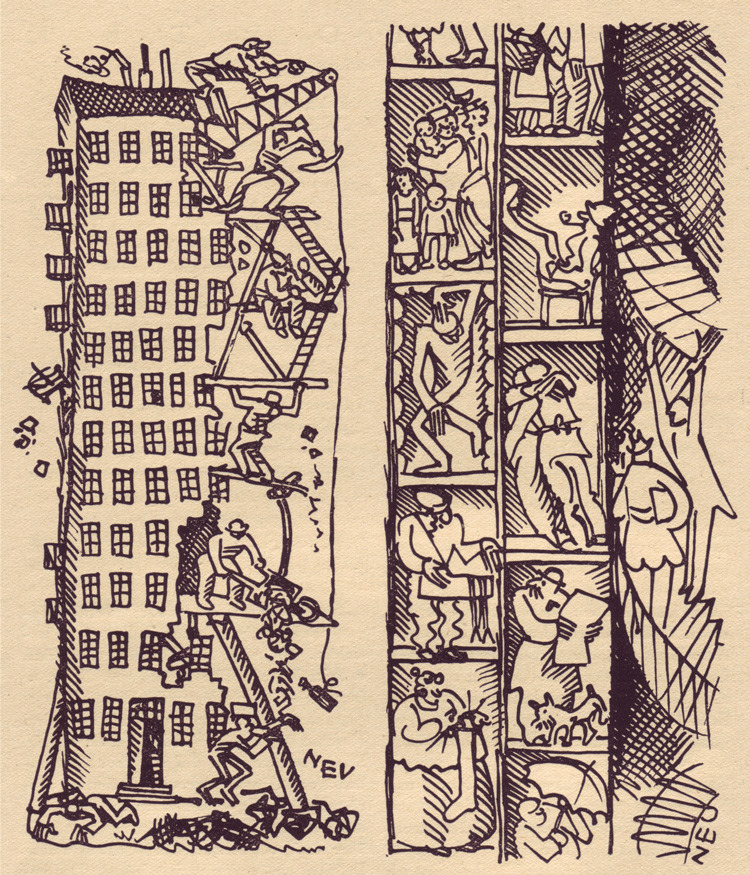
Illustration, Paul Neu, 1920

Dieser Ankündigung entsprach die ab Januar 1919 erscheinende Zeitschrift durch Abdruck fantastischer Literatur, teilweise auch durch Bündelung von Beiträgen zu Spezialthemen wie „Moden und Masken“, „Gespensterball“, „Hahnreie“ und „Märchen“. Neben Originalbeiträgen deutschsprachiger Autoren veröffentlichte die Zeitschrift ab Januar 1919 die Übersetzungen zeitgenössischer französisch-, englisch- und russischsprachiger Autoren, ferner Nachdrucke älterer literarischer Texte. Außerdem gehörte erotische Literatur zum Repertoire. Phantastik und erotische Kunst prägten auch das Layout der Zeitschrift. Die farbigen Titelseiten mit gezeichneten Buchstaben des Zeitschriftentitels und die in Schwarz-Weiß gehaltenen Heftseiten waren mit Illustrationen deutscher Grafiker und Zeichner gestaltet, die fantastische, zum Teil erotische  Figuren und bizarre Szenen darstellten. Ferner gab es Beilagen mit Reproduktionen von bildenden Künstlern. Ab 1920 gab es außerdem eine vom Herausgeber signierte „Luxusausgabe B“ mit Originalgrafiken.
Die für eine Auflagenhöhe von 30.000 Exemplaren vorgesehene Zeitschrift bewarb der Verlag mit folgenden Worten:

„Der Orchideengarten ist mit seinem schönen – bald grausig-tollen, bald satirisch-vergnüglichen graphischen Schmuck, mit seinem mit jedem Hefte wechselnden, farbigen packenden Umschlag und den reichen Textbeiträgen (vierundzwanzig Seiten) ein ganz einzigartiges Blatt, das reichsten Genuß bereitet. In der ständigen Beilage ‚Das Treibhaus‘ breitet Dr. Max Kemmerich seine kuriosen und absonderlichen Schätze aus.“

Unter dem Titel „Elektrodämonen“ widmete sich Heft 23 als Sonderausgabe dem „Weltruf der elektrotechnischen Industrie Deutschlands“ und dem „Versuch, der unermeßlichen Leistung deutschen technischen Denkens künstlerisch gerecht zu werden.“ Verlag und Schriftleitung fuhren erläuternd fort: „Denn noch hat gerade dieses Gebiet der Technik den Verkünder seiner symboltiefen und ausdrucksstarken Formwelt nicht gefunden. Noch spricht der Gang der Maschinen allein und ruft nach dem Deuter in Rhythmik und Epos.“
Bald machte sich eine inhaltliche und wirtschaftliche „Auszehrung“ sowie ein Konflikt mit geltenden Strafrechtsvorschriften gegen die „Verbreitung unzüchtiger Schriften“ bemerkbar: Ab dem zweiten Jahrgang wurden die Hefte dünner, im dritten Jahrgang zeichnete sich auch durch Doppelhefte ein deutlicher Niedergang ab. Vom Jahrgang 1920 wurden die Nummern 12, 13, 15, 16, 17, 19, 20, 21, vom Jahrgang 1921 die Nummern 3 und 5 in das „Verzeichnis der auf Grund des § 184 des Reichsstrafgesetzbuchs eingezogenen und unbrauchbar zu machenden sowie der als unzüchtig verdächtigten Schriften (2. erw. Aufl. Berlin 1926)“ aufgenommen.
Ihre Zusage, parallel zur Zeitschrift eine Schriftenreihe fantastischer, okkulter oder mystischer Erzählungen und Romane aus älterer und neuerer Zeit zu schaffen, lösten Strobl, Gustav Meyrink und Leo Perutz nicht ein.

## Schriftsteller und Illustratoren

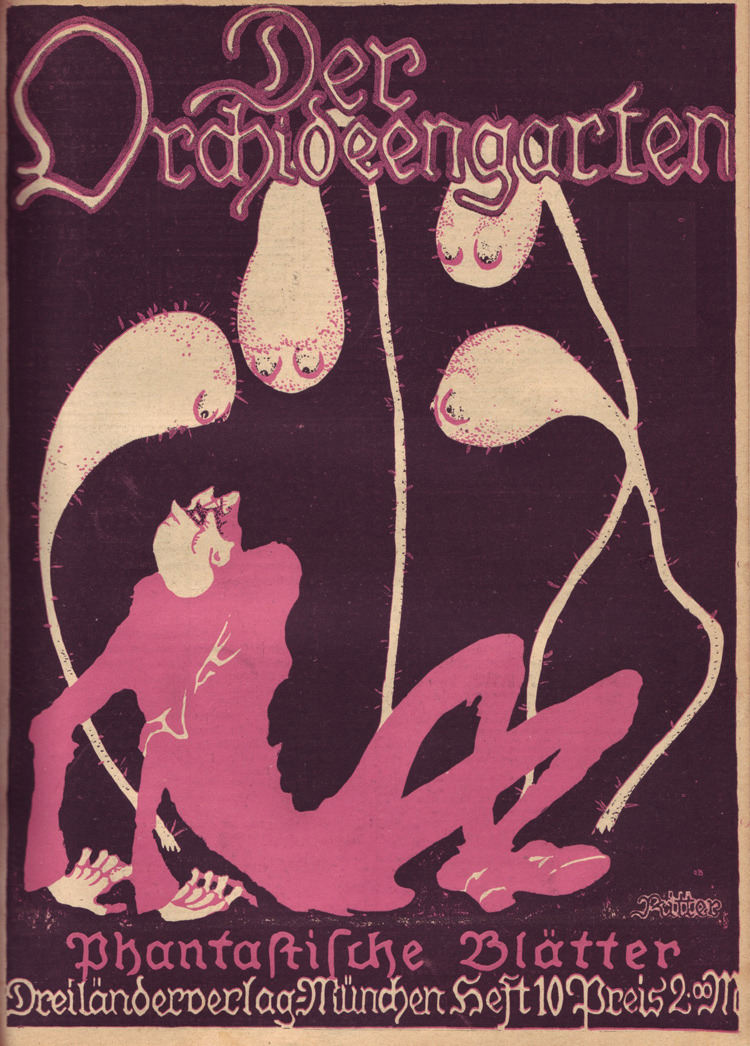
Titelblatt von Karl Ritter, 1920

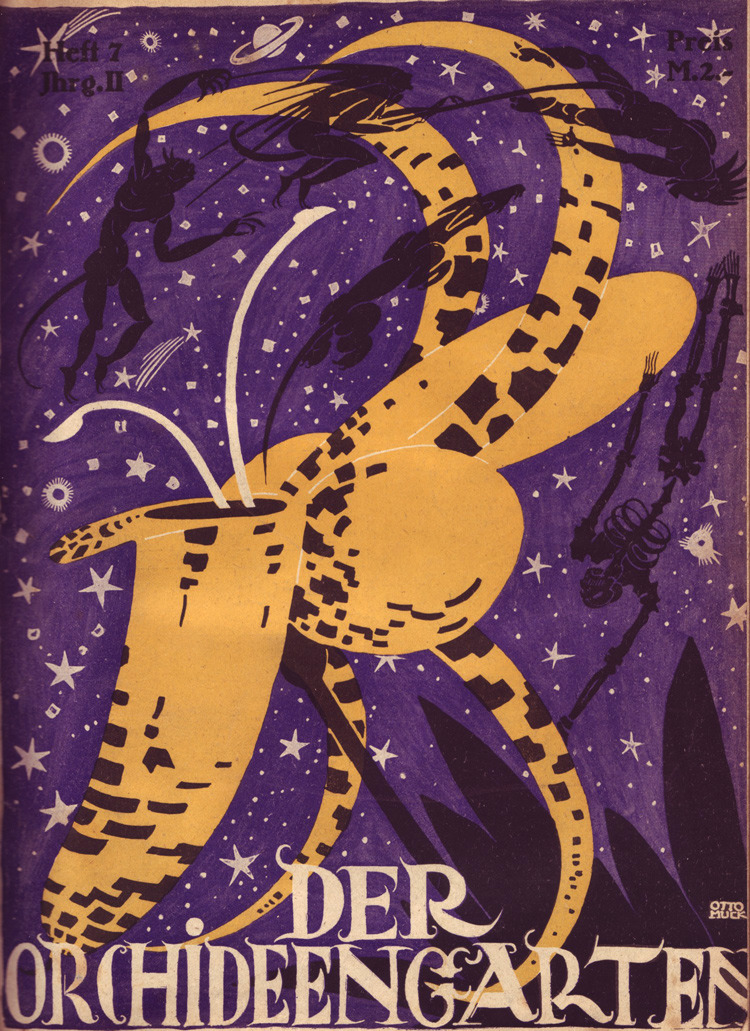
Titelblatt von Otto Muck, 1920

Als Autoren/Künstler waren durch Beiträge in der Zeitschrift u. a. vertreten:

### Schriftsteller
- Guillaume Apollinaire
- Apuleius
- Matteo Bandello
- Felix Braun
- Waleri Jakowlewitsch Brjussow
- Karel Čapek
- Josef Čapek
- Grazia Deledda
- Charles Dickens
- Arthur Conan Doyle
- Kasimir Edschmid
- Amelia Edwards
- Karl zu Eulenburg
- Egid Filek von Wittinghausen
- Alexander Moritz Frey
- Théophile Gautier
- Franz Karl Ginzkey
- Oskar Maria Graf
- Nathaniel Hawthorne
- Frank Heller
- E. T. A. Hoffmann
- Victor Hugo
- Washington Irving
- Auguste de Villiers de L’Isle-Adam
- Rudyard Kipling
- Klabund
- Emil Lucka
- Guy de Maupassant
- Kurt Moreck
- Charles Nodier
- Otto Pick
- Ernst Penzoldt
- Leo Perutz
- Edgar Allan Poe
- Alexander Sergejewitsch Puschkin
- Hans Reiser
- Leopold Wolfgang Rochowanski
- Hermann Harry Schmitz
- Franz Schoenberner
- Fjodor Sologub
- Karl Hans Strobl
- Hellmuth Unger
- Paul Verlaine
- Voltaire
- H. G. Wells
- Otto Zoff

### Illustratoren
- Aubrey Beardsley
- Gustave Doré
- Erich Godal (Erich Goldbaum)[8]
- Rolf von Hoerschelmann
- Tony Johannot
- Richard Klein
- Heinrich Kley
- Alfred Kubin
- Max Leidlein
- Otto Linnekogel
- Otto Muck
- Paul Neu
- Otto Nückel
- Flora Palyi
- Elfriede Coltelli
- Carl Rabus
- Karl Ritter
- Tom Seidmann-Freud
- Max Schenke
- Walter Trautschold
- Alfons Wölfle